# Acadèmia de Belles Arts de Bolonya
L'Acadèmia de Belles Arts de Bolonya, en italià Accademia di belle arti di Bologna, també anomenada Accademia Clementina, és una institució d'estudis superiors artístics i culturals, de rang universitari, amb seu a Bolonya i amb una extensió a Ravenna. Emet diplomes acadèmics de grau i màster. És una de les acadèmies "històriques" de belles arts i la seva fundació data del 1710.